# Misumena nigromaculata
Misumena nigromaculata är en spindelart som beskrevs av Denis 1963. Misumena nigromaculata ingår i släktet Misumena och familjen krabbspindlar.
Artens utbredningsområde är Madeira. Inga underarter finns listade i Catalogue of Life.